# Рабство в Польше
Рабство существовало на территории королевство Польша в средние века во время правления династии Пястов в различных формах вплоть до конца XIV в., когда было заменено крепостным правом.

## Терминология
Польская литература называет эту группу людей «несвободными людьми» (пол. ludzie niewolni, лат. servi, ancillae, familia), а не рабами (niewolnicy).

## История
Институт рабства, практиковавшийся на польских территориях в раннем средневековье, играл меньшую (хотя и значительную) экономическую или культурную роль, чем в других государствах, таких как Римская империя. Оно существовало на территории Польского королевства во времена династии Пястов; количество рабов значительно возросло с созданием Польского государства, так как большинство рабов принадлежало королю.
По словам Сэмюэля Августа Митчелла, несвободные люди были эмансипированы в Польше в 1347 году в соответствии с статутами Казимира Великого, изданными в Вислице, хотя есть признаки того, что некоторые формы рабства на практике и в законе сохранялись по крайней мере до конца XIV в. На протяжении всей оставшейся истории феодальной Польши, особенно в Речи Посполитой, большая часть крестьян находилась в крепостном праве, которое часто сравнивали с рабством. Крепостное право было отменено в Польше уж после её разделов Австрией, Пруссией и Россией.

## Права
Рабы происходили в основном из рядов военнопленных, и с ними обращались как с товаром, предназначенным в основном для крупнейшего невольничьего рынка того времени: Праги. Между XI и XII в. выкуп был популяризирован из-за принятия христианства, но он распространялся в основном на знатных пленников. Некоторые могли стать рабами из-за своей неспособности выплатить свои долги, и иногда порабощение использовалось вместо смертного приговора. Дети невольников также принадлежаои к этому классу. Они принадлежали королю или рыцарям. Niewolni, принадлежавшие королю, были организованы в подразделения по десяткам и сотням. Те, кто не принадлежал монарху, были одними из немногих в королевстве, которые не могли полагаться на королевское правосудие.
Niewolni имел ограниченное право переезжать и мог владеть имуществом. Со временем их количество уменьшилось, отчасти из-за бегства некоторых, а также потому, что их владельцы считали более выгодным использовать их в качестве крестьян (пол. czeladź, лат. servi casati), а не слуг. Челядь будет иметь собственный дом и мало чем будет отличаться от обычных крестьян или крепостных.

## Настоящее время
Рабство в Польше незаконно. Польша является участником Европейской инициативы G6 по борьбе с торговлей людьми.Однако современное рабство все ещё сохраняется в Польше, как и во всем остальном мире. Согласно Глобальному индексу рабства, по состоянию на 2019 год в Польше в условиях современного рабства проживало 128 000 человек..
Виды рабства в Польше включают принудительный труд, принудительное попрошайничество и принудительную преступность. Секторы польской экономики, которые считаются наиболее уязвимыми для рабства и других форм эксплуатации, включают сельское хозяйство, строительство, пищевую промышленность, ведение домашнего хозяйства и уборку, хотя проблемы также были обнаружены в секторах промышленного производства и общественного питания. Некоторые из людей, подвергавшихся принудительному труду в Польше, были временными рабочими из Северной Кореи. Распространенные методы продажи людей в рабство из других стран включают ложные обещания работы, высокие гонорары или предполагаемые долги, изнасилование и удержание документов человека. Ложные предложения работы обычно связаны с продажами или сельскохозяйственными работами. Многие жертвы торговли людьми из Болгарии и Украины принуждаются к сексуальному рабству.